# 1991 FIFA女子ワールドカップ参加チーム
以下に1991 FIFA女子ワールドカップ（開催地: 中国）に出場した各国代表チームの一覧を記す。所属クラブ名の前に国旗のアイコンがない場合、そのチームは当該選手が国籍を持つ国に所在するクラブである事を意味する。また監督については、国旗のアイコンがない場合、当該代表国の国籍を保有する事を意味する。

## グループA

### 中国
- GK
  - 01 鐘紅蓮 チョン・ホンリャン (Zhong Honglian) 1967.10.21 大連市
  - 18 李颯リー・サ (Li Sa) 1968.1.3 北京女足

- DF
  - 02 陳霞 チェン・シャ (Chen Xia) 1969.11.26 広東
  - 03 馬莉 マー・リー(Ma Li) 1969.3.3 北京女足
  - 05 周陽 チョウ・ヤン (Zhou Yan) 1972.2.11 大連市
  - 06 水慶霞 1966.12.18 上海女足
  - 12 温利蓉 1969.10.2 北京女足

- MF
  - 04 李秀馥 1965.6.22  プリマハムFCくノ一
  - 08 チョウ・ファ (Zhou Hua) 1969.10.20 大連市
  - 09 孫雯 1973.4.6 上海女足
  - 10 劉愛玲 1967.5.2 北京女足
  - 17 朱涛 チュ・タオ (Zhu Tao) 1974.11.20 北京女足

- FW
  - 07 呉偉英 1968.1.19 広東女足
  - 11 孫慶梅 1966.6.19 河北省
  - 13 牛麗杰 ニュウ・リージー (Niu Liejie) 1969.4.12 長春
  - 14 張岩 チャン・ヤン (Zhang Yan) 1972.4.6 大連市
  - 15 韋海英 ウェイ・ハイイン (Wei Haiying) 1971.11.27 広東女足
  - 16 張紅紅 チャン・ホンホン (Zhang Honghong) 1969.3.20 北京女足

- 監督 
  - 商瑞華 1944.1.18

### デンマーク
- GK
  - 01 ヘーレ・ビェレガールド 1968.6.21 ロドヴレ・コダン
  - 16 ギッテ・ハンセン 1961.9.21 B 1909オーデンセ

- DF
  - 02 カリーナ・サフロン 1967.7.2  マルメFF
  - 03 ヤニーエ・ハンセン 1963.10.6 ロドヴレ・コダン
  - 04 ボニー・マドセン 1967.8.10 マルメFF
  - 05 ヘーレ・ロットブルル 1963.10.8 ヒョルトシュリ＝エーガ・アルフス
  - 06 メッテ・ニールセン 1964.6.15 ヴォルプFBランデルス

- MF
  - 07 スーサン・マッケンシエ 1962.12.24 ヒョルトシュリ＝エーガ・アルフス
  - 08 リスベト・コルディング 1965.4.6 ヒョルトシュリ＝エーガ・アルフス
  - 12 イレーネ・ステリング 1971.7.25 ヒョルトシュリ＝エーガ・アルフス
  - 14 マリアンネ・イェンセン 1970.1.14 ヒョルトシュリ＝エーガ・アルフス
  - 15 リッケ・ホルム 1972.3.22 B 1909オーデンセ
  - 17 ロッテ・バッゲ 1968.5.21 B 1909オーデンセ
  - 18 ヤンネ・バルムセン 1970.7.18 B 1909オーデンセ

- FW
  - 09 アニーエ・ガム＝ペデルセン 1965.7.5 OBオーデンセ
  - 10 ヘーレ・イェンセン 1969.5.23 B 1909オーデンセ
  - 11 ハンネ・ニーエセン 1970.11.21 OBオーデンセ
  - 13 アンネッテ・ティチョーセン 1968.8.30 ヴァイレBK

- 監督
  - ケルド・ガンツホルン

### ニュージーランド
- GK
  - 01 レスリー・キャサリン・キング 1961.11.13 ウェスト・オークランド
  - 18 アン・マリー・スミス 1951.9.27 ワイカト・ユナイテッド

- DF
  - 02 ジョセリン・エドナ・パー 1967.3.5 サウス・オークランド
  - 03 シナモン・ジューン・チェイニー 1969.1.10 ミラマール
  - 04 リンレー・ジョイ・ペドルコ 1960.10.11 エデン
  - 13 キム・バーバラ・ナイ 1961.5.10 ウォーターサイド
  - 14 マリア・ジョージ 1965.3.3 ミラマール
  - 15 テレサ・アン・マッケーヒル 1970.9.1 エデン
  - 16 ヴィヴィアン・メアリー・ロバートソン 1955.6.19 グレンフィールド

- MF
  - 05 デボラ・アン・プーレン 1963.6.12 グレンフィールド
  - 06 ロレイン・ロビン・テイラー 1961.9.20 ノーマッズ
  - 07 モーリーン・デイル・ジェイコブソン 1961.12.7 ミラマール
  - 08 モニク・アネット・ヴァン・デ・エルゼン 1967.7.17 エデン
  - 10 ドナ・マリー・ベイカー 1966.2.27 サウス・オークランド
  - 12 ジュリア・ペトリス・キャンベル 1965.4.1 ノーマッズ
  - 17 リン・ウォーリング 1963.12.1 ミラマール

- FW
  - 09 ウェンディ・ジュディス・ヘンダーソン 1971.7.16 ミラマール
  - 11 アマンダ・アン・ローフォード 1971.2.16 ウェスト・オークランド

- 監督
  - デイヴ・ボードマン

### ノルウェー
- GK
  - 01 ライドゥン・セート 1966.6.9  GIASヨーテボリ
  - 12 ベンテ・ノルドビー 1974.7.23 ラウフォス/ヴィン
  - 18 ヒルデ・ストロムスヴォル 1967.8.17 ボレール

- DF
  - 03 トリーネ・ステンベルグ 1969.12.6 ILサンヴィケン
  - 05 グン・ニーボルグ 1960.3.21 アスケーFK
  - 08 ヘイディ・ストール 1963.7.4 SKスプリント＝ジェロイ
  - 16 ティナ・スヴェンソン 1966.11.16 アスケーFK

- MF
  - 02 カトリーネ・ザボロウスキ 1971.8.3 アスケーFK
  - 04 グロ・エスペセト 1972.10.30 ILサンヴィケン
  - 06 アグネーテ・カールセン 1971.1.15 SKスプリント＝ジェロイ
  - 07 トーネ・ハウゲン 1964.2.6 トロンハイムス＝オルン
  - 13 リヴ・ストラデ 1964.10.21 SKスプリント＝ジェロイ
  - 14 マルグン・フムレストル 1970.1.25 アスケーFK
  - 15 アンネット・イグラン 1971.10.2 カウパンゲル

- FW
  - 09 ヘーゲ・リーセ 1969.7.18 セツコーグ/ホランFK
  - 10 リンダ・メダレン 1965.6.17 アスケーFK
  - 11 ビルテ・ヘグスタッド 1966.6.23 クレップIL
  - 17 エレン・シェール 1968.11.26 ヤルダール

- 監督
  - エヴェン・ペレルッド 1953.7.15

## グループB

### アメリカ
- GK
  - 01 メアリー・ハーヴェイ 1965.6.4  FSVフランクフルト
  - 17 エイミー・オールマン 1965.10.25 カリフォルニア・トレマーズ
  - 18 キンバリー・マスリン・カマーダイナー 1964.8.12 フェアファックス・ワイルドファイア

- DF
  - 04 カーラ・ワーデン 1968.5.9 テキサス・チャレンジ
  - 05 ロリ・ヘンリー 1966.3.20 テキサス・チャレンジ
  - 08 リンダ・ハミルトン 1969.6.4 NCステート
  - 14 ジョイ・ビーフィールド 1968.2.8 カリフィルニア・トレマーズ
  - 16 デビー・ベルキン 1966.5.27 オプス・カウンティ

- MF
  - 03 シャノン・ヒギンズ 1968.2.20 ノースキャロライナ大学
  - 07 トレーシー・ベイツ 1971.5.5 テキサス・チャレンジ
  - 11 ジュリー・フォウディ 1971.1.23 スタンフォード大学
  - 13 クリスティン・リリー 1971.7.22 ノースキャロライナ大学

- FW
  - 02 エイプリル・ヘインリックス 1964.2.27 フェアファックス・ワイルドファイア
  - 06 ブランディ・チャスティン 1968.7.21 サンタクララ大学
  - 09 ミア・ハム 1972.3.17 ノースキャロライナ大学
  - 10 ミシェル・エイカーズ＝スタール 1966.2.1  ティレースFF
  - 12 カリン・ジェニングス 1965.1.9 カリフォルニア・トレマーズ
  - 15 ウェンディ・ジェバウアー 1966.12.5 ノースキャロライナ大学

- 監督
  - アンソン・ドーランス

### スウェーデン
- GK
  - 01 エリザベト・レイディンゲ 1957.3.6 ジテックスBK
  - 12 イング＝マリエ・オルション 1966.2.23 マルメFFダム

- DF
  - 02 マリン・ルンドグレン 1967.9.3 マルメFFダム
  - 03 アネッテ・ハンション 1963.3.2 ジテックスBK
  - 04 カミーラ・フォルス 1969.4.24 ジテックスBK
  - 05 エヴァ・ゼイクファルヴィ 1967.4.18 マルメFFダム
  - 13 マリエ・エウレリウス 1967.8.31 ユールゴルデンスIL
  - 14 カミーラ・グスタフション 1969.1.20 GAISヨーテボリ

- MF
  - 06 マリン・スヴェドベルイ 1968.9.15 ユールゴルデンスIL
  - 07 ピア・スンドハーゲ 1960.2.13 ハンマルビーIF
  - 08 スサンネ・ヘドベルイ 1972.6.26 スナーノSK
  - 16 イングリッド・ヨハンション 1965.7.9 ジテックスBK
  - 17 マリエ・カールション 1963.12.4 オクサバックIF
  - 18 パルニラ・ラーション 1969.2.19 ギデオンズベリIF

- FW
  - 09 ヘレン・ヨハンション 1965.7.7 ジテックスBK
  - 10 レナ・ヴィデクル 1962.12.9 マルメFFダム
  - 11 アンネリ・アンデレン 1968.6.21 オクサバックIF
  - 15 ヘレン・ニルション 1970.11.24 スンズヴァルスDFF

- 監督
  - グニラ・パイユクル

### 日本
- GK
  - 01 鈴木政江 1957.1.21 日興證券ドリームレディース
  - 12 坂田恵 1971.10.18 日産FCレディース

- DF
  - 02 本田美登里 1964.1.16 読売ベレーザ
  - 03 渡邊由美 1970.7.2 フジタ天台SCマーキュリー
  - 04 加地眞弓 1964.6.28 田崎神戸FC
  - 05 山口小百合 1966.7.25 鈴与清水ラブリーレディース
  - 06 高萩陽子 1969.4.17 東京学芸大学
  - 07 大部由美 1975.2.15 日興證券ドリームレディース
  - 13 黒田今日子 1972.5.8 プリマハムFCくノ一
  - 18 内山環 1972.12.13 田崎神戸FC

- MF
  - 08 松田道子 1966.10.26 プリマハムFCくノ一
  - 10 高倉麻子 1968.4.19 読売ベレーザ
  - 11 木岡二葉 1965.11.22 鈴与清水ラブリーレディース

- FW
  - 09 野田朱美 1969.10.13 読売ベレーザ
  - 14 半田悦子 1968.6.3 鈴与清水ラブリーレディース
  - 15 長峯かおり 1968.6.3  ACレッジアーナ
  - 16 手塚貴子 1970.11.6 読売ベレーザ
  - 17 水間百合子 1970.7.22 浦和本太レディースFC

- 監督
  - 鈴木保 1947.4.29

### ブラジル
- GK
  - 01 マルガレチ・ピオレサン 1956.1.1 E.C.ラダル
  - 12 ミリアン・ソアレス 1965.5.4 E.C.ラダル

- DF
  - 02 ロサ・リマ 1964.5.2 E.C.ラダル
  - 03 マリーザ・ノゲイラ 1966.8.10 E.C.ラダル
  - 04 エラーニ 1968.6.4 E.C.ラダル
  - 08 ソランジ 1981.10.3 E.C.ラダル
  - 16 ドラリーシ・サントス 1968.10.23 E.C.ラダル

- MF
  - 05 マルシア・シルヴァ 1962.8.22 E.C.ラダル
  - 06 ロシラーニ・モッタ 1966.9.14 E.C.ラダル
  - 07 マリルーザ・シルヴァ 1964.3.12 E.C.ラダル
  - 13 マルシア・タファレル 1968.3.15 E.C.ラダル
  - 14 ルナルヴァ・アルメイダ 1965.7.14 E.C.ラダル
  - 15 デルマ・ゴンサルベス 1975.5.19 L.D.N.I.
  - 17 ロサンジェラ・ロチャ 1962.11.19 E.C.ラダル
  - 18 マリア・ルシア・リマ 1964.4.1 E.C.ラダル

- FW
  - 09 アドリアーナ・ヴィオラ 1968.12.26 E.C.ラダル
  - 10 ロセリ・デ・ベーロ 1969.9.7 E.C.ラダル
  - 11 セニーラ・プラード 1965.2.12 E.C.ラダル

- 監督
  - フェルナンド・ピレス 1954.2.15

## グループC

### イタリア
- GK
  - 01 ステファニア・アントニーニ 1970.10.10 ACレッジアーナ
  - 12 ジョルジア・ブレンザン 1967.8.21 トレス

- DF
  - 02 パオラ・ボナート 1961.1.31 レッジアーナ
  - 03 マリーナ・コルデノンス 1969.1.12 ポルデノーネ
  - 04 ラッファエッラ・サルマーソ 1968.4.16 ミラン'82
  - 06 マウラ・フルロッティ 1957.9.12 SSラツィオ
  - 13 エマ・イオツェッリ 1966.6.12 ACレッジアーナ
  - 14 エリザベッタ・バヴァニョーリ 1963.9.3 ミラン'82

- MF
  - 04 マリア・マリオッティ 1964.1.27 ACレッジアーナ
  - 08 フェデリカ・ダスフォルト 1966.10.27 トレス
  - 10 フェリアーナ・フェーラグッツィ 1959.2.2  スタンダール・リエージュ
  - 11 アデーレ・マルシレッテ 1964.11.7 ACレッジアーナ
  - 15 アンナ・メーガ 1962.10.21 ACレッジアーナ
  - 16 ファビアナ・コレーラ 1967.10.1 トゥリス

- FW
  - 07 シルヴィア・フィオリーニ 1969.12.24 ベナッキ
  - 09 カロリーナ・モラーチェ 1964.2.5 ミラン'82
  - 17 ナウジーカ・ペデルソーリ 1969.4.17 ミラン'82
  - 18 リタ・ガウリーノ 1971.1.31 ユヴェントス

- 監督
  - セルジオ・グエンツァ

### チャイニーズ・タイペイ
- GK
  - 01 洪麗琴 (Hong Li-Chyn) 1970.5.23 台湾体育学院
  - 18 林恵芳 (Lin Hui-Fang) 1973.10.6 チンウェン (Ching Wen)

- DF
  - 03 陳淑珠 (Chen Shwu-Ju) 1971.3.13 ミンチュアン (Ming chuan)
  - 04 羅居銀 (Lo Chu-Yin) 1965.3.2 中華木蘭女足
  - 05 陳秀玲 (Chen Hsiu-Lin) 1969.12.7 チンウェン
  - 11 許家珍 (Hsu Chia-Cheng) 1969.6.7  鈴与清水ラブリーレディース
  - 12 藍藍芬 (Lan Lan-Fen) 1973.11.22 ミンチェン
  - 15 呉名薫 (Wu Min-Hsun) 1974.9.26 チンウェン

- MF
  - 02 劉秀美 (Liu Hsiu-Mei) 1972.11.28 台湾体育学院
  - 06 周台英 1963.8.16  鈴与清水ラブリーレディース
  - 08 謝素貞 (Shieh Su-Jean) 1969.2.10  鈴与清水ラブリーレディース
  - 09 呉素卿 (Wu Su-Chin) 1970.7.21 台湾体育学院
  - 16 陳淑菁 (Chen Shu-Chin) 1974.9.19 チンウェン
  - 17 林美智 (Lin Mei-Jih) 1972.2.27 ミンチュアン

- FW
  - 07 林美君 (Lin Mei-Chun) 1974.1.11 ミンチュアン
  - 10 黄玉娟 (Hwang Yu-Chuan) 1971.2.17 ミンチュアン
  - 13 林昭君 (Lin Chao-Chun) 1972.10.31 台湾体育学院
  - 14 柯巧玲 (Ko Chiao-Lin) 1973.9.14 ミンチュアン

- 監督
  - 張子濱 (Chong Tsu-Pin)

### ドイツ
- GK
  - 01 マリオン・イスベルト 1964.2.25 TSVジーゲン
  - 12 エルケ・ヴァルター 1967.4.1 VfLジンデルフィンゲン

- DF
  - 02 ブリッタ・ウルスレーバー 1966.12.25 FSVフランクフルト
  - 03 ビルギット・アウステルムール 1965.10.8 TSVバッテンベルク
  - 04 ユッタ・ナルデンバッハ 1968.8.13 TSVジーゲン
  - 06 フラウケ・クールマン 　1966.9.27 シュマルヘルダーSV
  - 15 クリスティーネ・パウル 1965.1.21 FCヴァッカー・ミュンヘン

- MF
  - 05 ドリス・フィッシェン 1968.10.25 VfLヴォルフスブルク
  - 07 マルティナ・フォス 1967.12.22 TSVジーゲン
  - 08 ベッティーナ・ヴィーグマン 1971.10.7 グルン＝ヴァイス・ブラウヴァイラー
  - 10 ジルフィア・ナイト 1964.5.2 TSVジーゲン
  - 11 ベアテ・ヴェント 1971.9.21 SCポッペンブッテル
  - 13 ロスヴィタ・ビンドル 1965.1.14 FCヴァッカー・ミュンヘン
  - 14 ペトラ・ダム 1961.3.20 VfLヴォルフスブルク
  - 17 ザンドラ・ヘングスト 1973.4.12 KBCデュイスブルク

- FW
  - 09 ハイディ・モール 1967.5.29 TuSニーデルキルヒェン
  - 16 グトルン・ゴッシュリッヒ* 1970.5.23 デュイスブルク
  - 18 ミヒャエラ・クバート 1972.4.10 グルン＝ヴァイス・ブラウヴァイラー

- 監督
  - ゲーロ・ビザンツ 1935.11.3

### ナイジェリア
- GK
  - 01 オイェカ・アンナ・アグマヌ 1974.2.2 フライング・エンジェルズ
  - 16 リディア・コヨンダ 1974.5.29 ウフオマ・ベイブズ

- DF
  - 02 ダイアナ・エスター・ヌワイウ 1973.10.10 カカンフォ・ベイブズ
  - 03 ヌゴジ・エゼオチャ 1973.12.10 プリンシズ・ジェゲード
  - 05 オモン＝ラヴ・ブランチ 1974.10.1 ウフオマ・ベイブズ
  - 10 メイヴィス・オグン 1973.8.24 ウフオマ・ベイブズ
  - 14 フィービー・エビミエクモ 1974.6.17 ウフオマ・ベイブズ
  - 17 イーディス・エルマ 1958.9.27 プリンシズ・ジェゲード

- MF
  - 06 ヌケチ・ムビリタム 1974.5.4 カカンフォ・ベイブズ
  - 12 フローレンス・オマゲミ 1975.2.2 ウフオマ・ベイブズ
  - 13 ドリス・ヌキル・オコシエメ 1972.3.1 S.C.アイモ・ステート
  - 15 イゴー・アン・ムコロ 1975.5.27 ウフオマ・ベイブズ
  - 18 レイチェル・ヤマラ 1975.2.12 カカンフォ・ベイブズ

- FW
  - 04 アダク・オコロアフォー 1974.18 フライング・エンジェルズ
  - 07 チオマ・アジュンワ 1971.12.25 リヴァー・マーメイズ
  - 08 リタ・ヌワディケ 1974.11.3 リヴァー・マーメイズ
  - 11 ジフト・オクンワ・イグボー 1974.5.24 カカンフォ・ベイブズ

- 監督
  -  ヨハネス・ボンフレール 1946.6.15